# Frelserpigen (film fra 1911, Filmfabrikken Skandinavien)
 Ikke at forveksle med Frelserpigen (film fra 1911, Nordisk Film).
Frelserpigen er en dansk stum dramafilm fra 1911 produceret af Filmfabrikken Skandinavien. Filmens instruktør er ukendt.
Filmen havde dansk premiere i Løvebiografen den 17. august 1911. 
Filmfabrikken Skandinavien betegnede i sit program for filmen denne som "En Virkelighedsskildring af Livet i København".

## Handling
Bankfuldmægtig Martin Halch har en jævn god indtægt, men ikke nok til at tilfredsstille sin hustru Esthers ønsker. Esther er forlystelsessyg, og parret skændes til tider om Esthers forbrug. En dag går bankfuldmægtigen fra hjemmet, og Esthers veninde Ida overtaler Esther til at gå ud. De to veninder går på natrestaurant, hvor de møder to elegante herrer, og Esther glemmer alt om mand, barn og hjem. Da hun kommer hjem, er Martin rasende, og han forviser hende fra hjemmet og fra parrets datter.  
Fem år går, og banken krakker, og bankfuldmægtig Halch står nu uden beskæftigelse. Han må flytte til en tarvelig lejlighed med en fedtet jøde som husvært. Jøden ejer også en knejpe, der frekventeres af tvivlsomme eksistenser. Halch har svært ved at betale sin husleje, men han lover at betale inden længe. Esther har i de forgangne år komet på yderligere afveje. Hun sidder ene og forladt i en restaurations have og tænker bedrøvet på sit tidligere liv, da en kvinde kommer hen til hende. Kvinden er klædt i dragt fra Frelsens Hær. Det er hendes gamle veninde Ida, og de to genkender hinanden. Ida får overtalt Esther til at gå ind i Frelsens Hær. 
Halch har fået penge til at betale jøden, og han sender sin datter ned i jødens knejpe for at betale. Jøden ser den unge pige og fører hende ind i baglokalet, hvor gør tilnærmelser. Pigen råber om hjælp, og tilfældigvis er Esther kommet ind i knejpen for at sælge sine blade. Esther hører pigens råb om hjælp og løber ind i baglokalet, hvor hun ser sin egen datter i den hæslige jødes arme. Hun giver jøden et puf, så han falder og trækker datteren væk. Uden for knejpen forsøger datteren at overtale moren til at følge hjem til faren, men Esther tør ikke se sin tidligere mand. 
Det viser sig imidlertid, at jøden har fået et hjerteanfald af tumulten, og nogle håndværkere finder jødens lig. Politiet tilkaldes, og der bliver udstedt en arrestordre på den unge pige, som gæsterne har set i knejpen. Datteren har fortalt faderen om optrinnet, og de to skynder sig til Frelsens Hær for at møde den ulykkelige kvinde. Samtidig ankommer også politiet for at anholde Halchs datter. Da politiet skal arrestere datteren råber Esther, at det er hende, der er skyld i jødens død. Esther føres bort og sender et uforglemmeligt blik til sin datter og tidligere mand. Politilægen konstaterer ved ligsynet, at jøden ikke er død af Esthers skub, og beskeden herom når frem i rette tid til at frelse den ulykkelige Esther, der kan genforenes med mand og datter, og er kan ses bort fra fortidens fejltrin.

## Medvirkende
- Charles Løwaas - Martin Halch, bankfuldmægtig
- Vera Brechling - Esther, Halchs hustru
- Carla Jørgensen - Margaret, Halchs datter
- Bertha Lindgreen - Margaret, Halchs datter
- Emma Christiansen - Ida Nielsson, Esthers veninde
- Aage Brandt - Isack Mayer, jøde, husvært og knejpevært
- Alfred Arnbak - Charles, en lediggænger

## Reflist
1. 1 2  Filmprogram, dfi.dk